# Blut aus Nord
Blut aus Nord (německy, avšak gramaticky nesprávně „Krev ze severu“, zkratka BAN nebo BaN, německy gramaticky správně by bylo Blut aus dem Norden) je francouzská black metalová kapela z Mondeville v Normandii založená roku 1994 hudebníkem s pseudonymem Vindsval. Předchůdkyní byla kapela Vlad, která vydala dvě demonahrávky.
Kapela zatím vydala více než 15 alb. Ačkoli se oficiálně hlásí k black metalu, distancuje se od jeho teatrálního okultna. Nepořádá žádné koncerty, nezveřejňuje fotografie. Velmi syrovým zvukem svých alb je prototypem „post-black metalu“.

## Diskografie
Studiová alba
- Ultima Thulée (1995)
- Memoria Vetusta I: Fathers of The Icy Age (1996)
- The Mystical Beast of Rebellion (2001)
- The Work Which Transforms God (2003)
- MoRT (2006)
- Odinist – The Destruction of Reason by Illumination (2007)
- Memoria Vetusta II: Dialogue with the Stars (2009)
- 777 – Sect(s) (2011)
- 777 – The Desanctification (2011)
- 777 – Cosmosophy (2012)
- Memoria Vetusta III: Saturnian Poetry (2014)
- Deus Salutis Meæ (2017)
- Hallucinogen (2019)
- Disharmonium - Undreamable Abysses (2022)
- Disharmonium - Nahab (2023)

EP
- Thematic Emanation Of Archetypal Multiplicity (2005)
- What Once Was… Liber I (2010)
- What Once Was… Liber II (2012)
- What Once Was… Liber III (2013)
- Debemur MoRTi (2014)

Split nahrávky
- Decorporation... (2004) – společné album s kapelou Reverence
- Dissociated Human Junction (2007) – společné album s kapelami Bloodoline, Reverence a Karras
- Triunity (2014) – společné album s P.H.O.B.O.S.
- Codex Obscura Nomina (2016) – společné album s Ævangelist

Box sety
- The Candlelight Years Vol. 1 (2015) – 3 alba Ultima Thulée, Memoria Vetusta I: Fathers of The Icy Age a Memoria Vetusta II: Dialogue with the Stars na CD
- 777 (2022) – 3 alba 777 – Sect(s), 777 – The Desanctification a 777 – Cosmosophy na 12" vinylu